# جف مورفی
جفری پیتر مورفی (انگلیسی: Geoff Peter Murphy; ۱۲ اکتبر ۱۹۳۸ – ۳ دسامبر ۲۰۱۸) کارگردان، تهیه‌کننده و فیلم‌نامه‌نویس نیوزیلندی بود. وی بیشتر برای کارهایش در رنسانس سینمای نیوزلند شناخته می‌شود که در نیمه دوم دهه ۱۹۷۰ میلادی آغاز شد. از کارهای وی می‌توان به کارگردانی فیلم فریجک اشاره نمود.